# チェ・ジンウ (アイスホッケー)
チェ・ジンウ（1996年11月4日 - ）は、韓国出身の元プロアイスホッケー選手。ポジションはディフェンス。アジアリーグアイスホッケーのHLアニャンに所属。

## 経歴
光成高等学校から高麗大学へ進学。
2018年からアジアリーグアイスホッケーの安養ハルラに所属。
2023-2024シーズンはチームが2シーズン連続となる8度目の優勝を果たし、チェも優勝を経験することになった。オフに引退した。